# 谢雷夫·埃尔奥卢
谢雷夫·埃尔奥卢（土耳其語：Şeref Eroğlu，1975年11月25日—），土耳其男子摔跤运动员。他曾代表土耳其参加1996年、2000年、2004年和2008年夏季奥林匹克运动会摔跤比赛，其中2004年奥运会获得一枚银牌。